# Иваса Матабэй

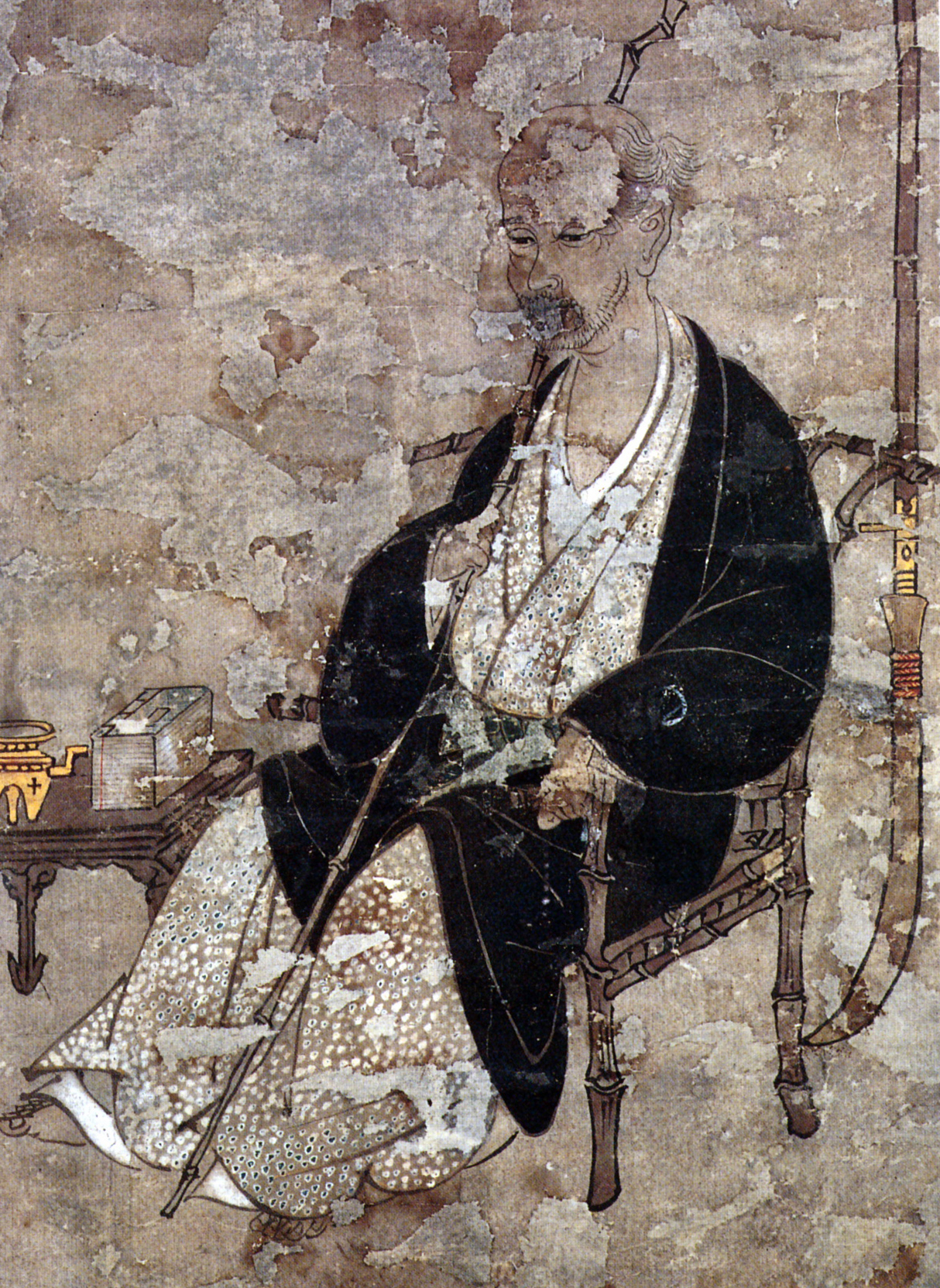
Иваса Матабеи, Автопортрет

Иваса Матабэй (яп. 岩佐 又兵衛; наст. имя Араки Кацумоти; род. 1 января 1578 г.; ум.. 20 июля 1650 г.) — японский художник и график, живший и работавший во время переходного периода в искусстве этой страны (около 1600 года)

## Жизнь и творчество
Был сыном наложницы у владетельного князя Араки Мурасигэ, - даймё замка Итами в провинции Сэтцу. В тот же год, когда будущий художник родился, правитель Японии, Ода Нобунага, приказал убить его отца и всю его семью, так как тот был замешан в подготовке заговора. Матабэй удалось спастись, и он воспитывался в семье своей матери, получив также фамилию матери — Иваса. «Матабэй» является прозвищем художника, в то время как его подлинное имя — Кацумоти (勝以). Уже в юности Матабэй проявляет способности к рисованию. Его учителем был Кано Найзен (1570—1616), семья которого поддерживала отношения с князьями Араки. В 1615 году Матабэй покидает Киото, в котором жил, и по приглашению князя Мацудайра Таданао (1595—1650), который ему покровительствовал, приезжает в Фукуи. Художник остаётся в Фукуи и после того, как князь Таданао впал в немилость к властям и был сослан в провинцию Бунго. Это время было весьма плодотворным для творчества Матабэй, у него вырабатывается свой особый, характерный для него стиль рисунка. В 1637 году художник был призван в столицу, в Эдо c тем, чтобы выполнять заказы для сёгунов Токугава. Художник совершает настоящее путешествие, так как едет в Эдо не прямой дорогой, а из Фукуи через Киото, о чём затем оставляет записки. В Эдо Матабэй создаёт ряд картин в серии из «36 бессмертных» для столичного храма Тосёгу (東照宮), а также расписывает ряд дворцовых помещений. Также был автором многих расписных ширм и подобных произведений прикладного искусства.
В эпоху Эдо Матабэй считался основоположником художественного стиля укиё-э и зачастую его называли «Укиё-э-Матабеи». В первой половине ХХ столетия, однако, это мнение было пересмотрено, однако позднее учёные и искусствоведы вернули мастеру признание его вклада в развитие этого стиля в японском искусстве. Характерным для Матабэй является его необычайное чувство сочетания формы и образа изображаемого объекта, придающее ему особую выразительность. Созданные им персоны показывают зрителю обычным способом тонированные круглые или удлинённые лица.
У художника в мастерской работали многочисленные ученики и подмастерья, что позволяло ему быть весьма продуктивным. Особенно плодотворными были для него годы периода с середины 1620-х и по середину 1640-х г.г., бывших переломными в развитии японской живописи. Таким образом, живопись Матабэй можно рассматривать чем-то вроде переходного этапа прежним стилем искусства эпохи Момояма и новым, эпохи Эдо. Кроме уже упомянутых «36 бессмертных» к наиболее ценным произведениям, оставленным Матабэй, следует отнести росписи на свитках Какиномото-но Хитомаро и Ки-но Цураюки, хранящихся в художественном музее Атами и входящим в число Национальных сокровищ Японии, и расписную ширму «Проснувшиеся дамы, любующиеся хризантемами» из Художественного музея Яматане.

## Галерея

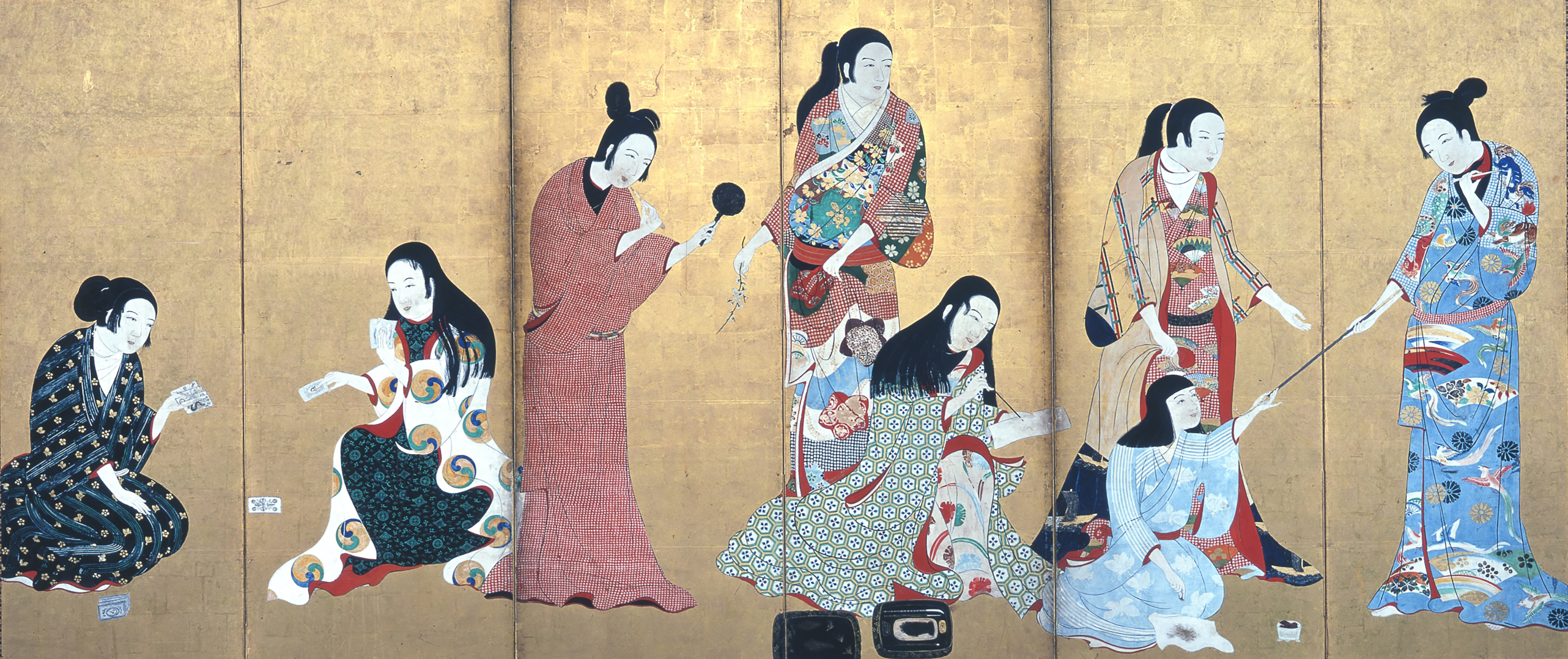
Ширма-панно слева
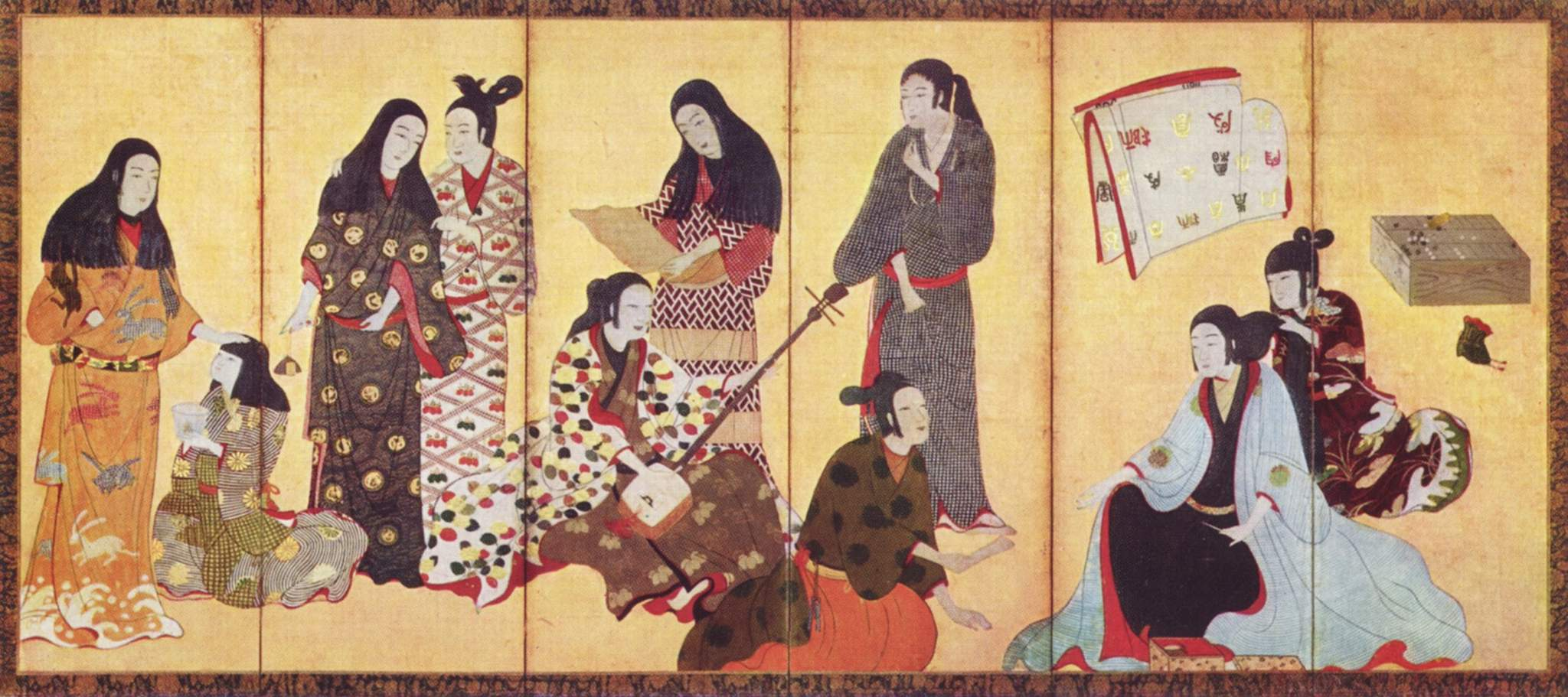
Ширма-панно справа
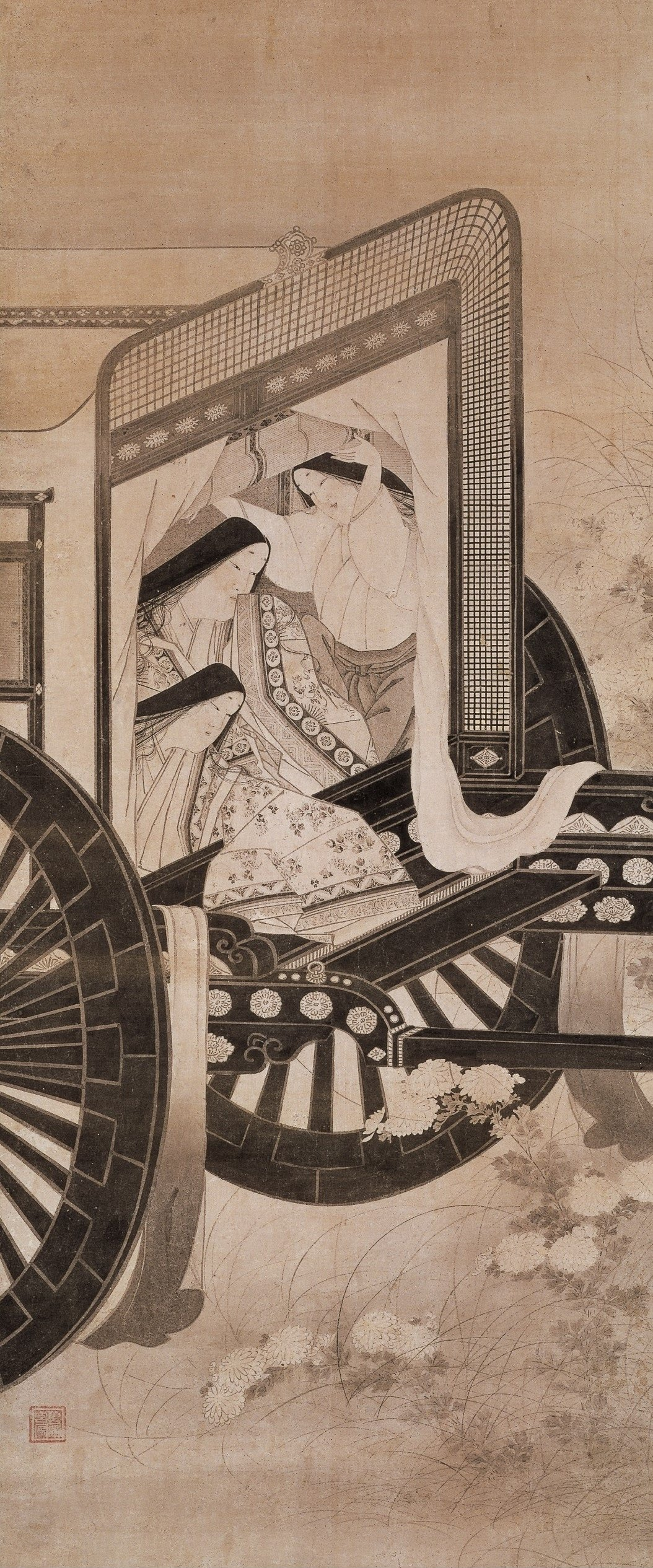
Проснувшиеся дамы, любующиеся хризантемами
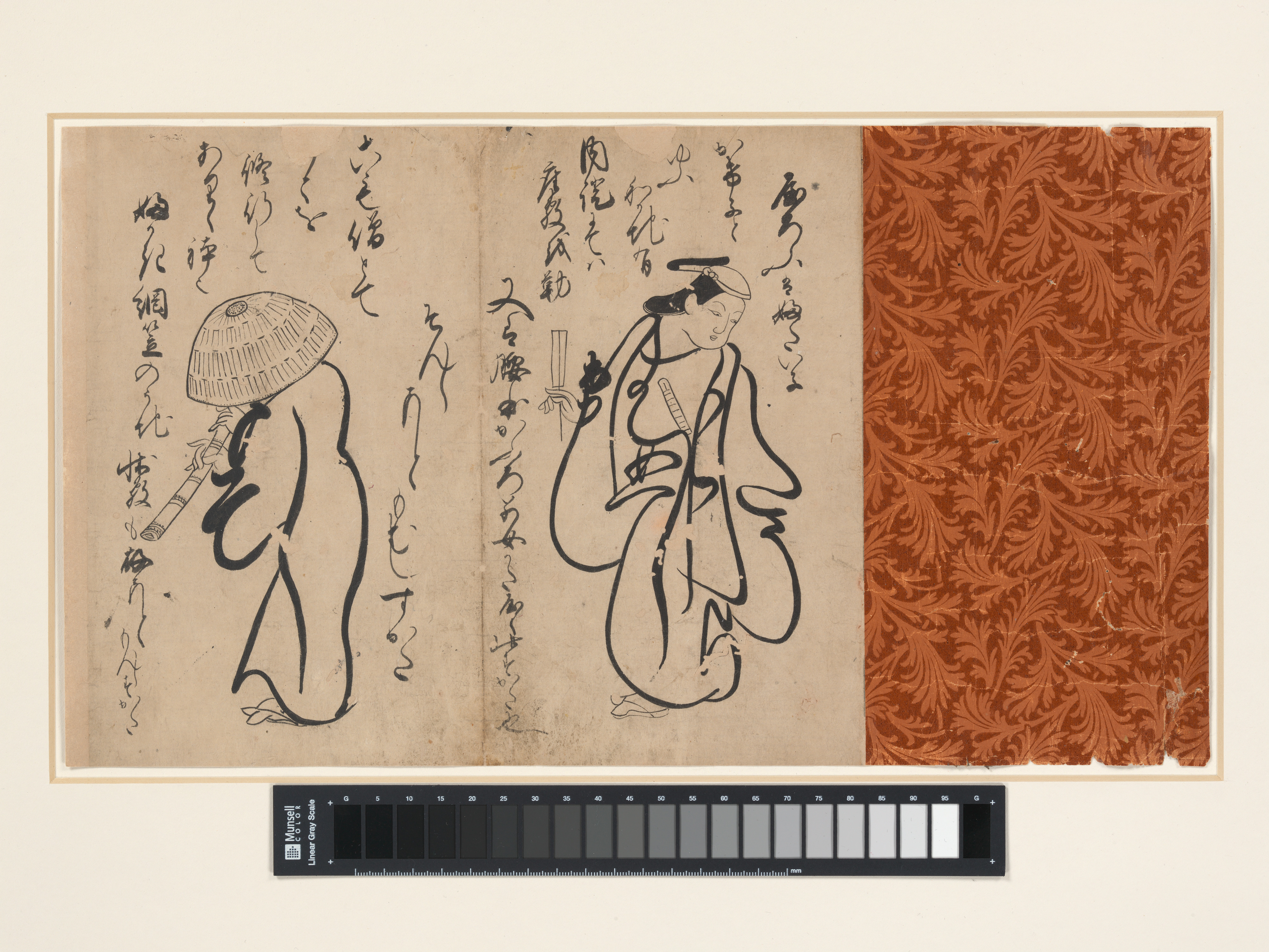
Из «Четырнадцати фигур на семи листах»
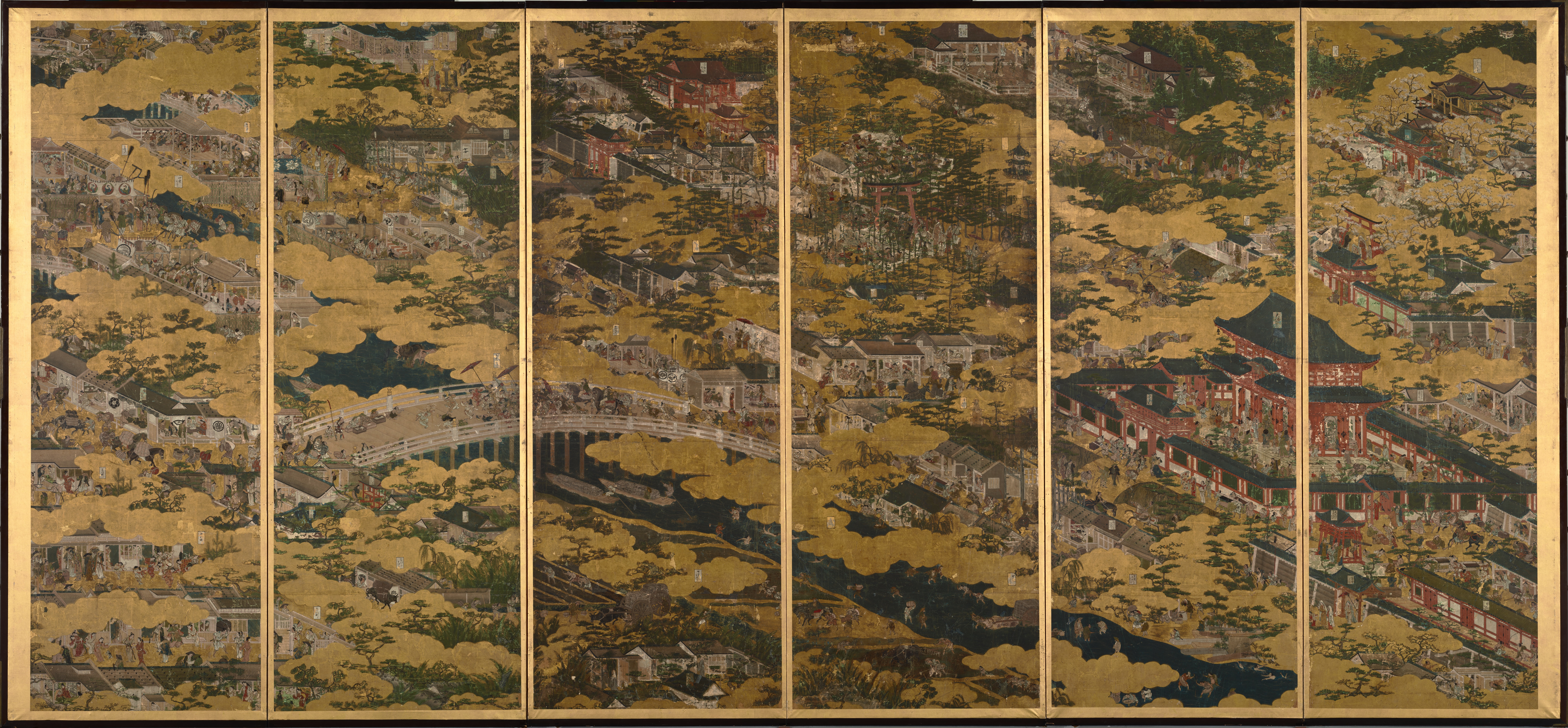
Сцены из Киото и его окрестностей (1616).